# Zofia Rysiówna

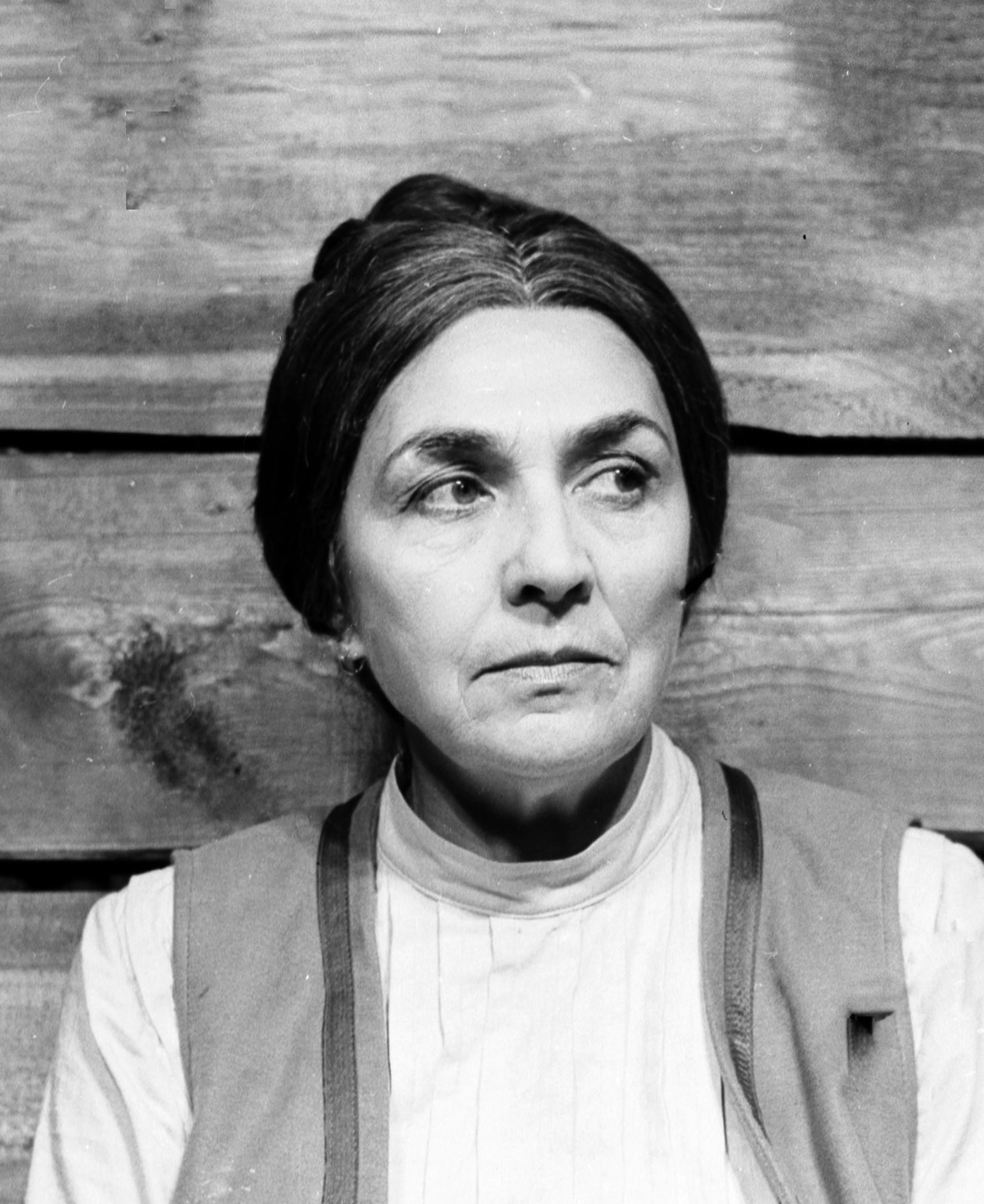
Zofia Rysiówna

Zofia Rysiówna, verheiratete Zofia Rysiówna-Hanuszkiewicz, (* 17. Mai 1920 in Rozwadów; † 17. November 2003 in Warschau) war eine polnische Schauspielerin.

## Leben

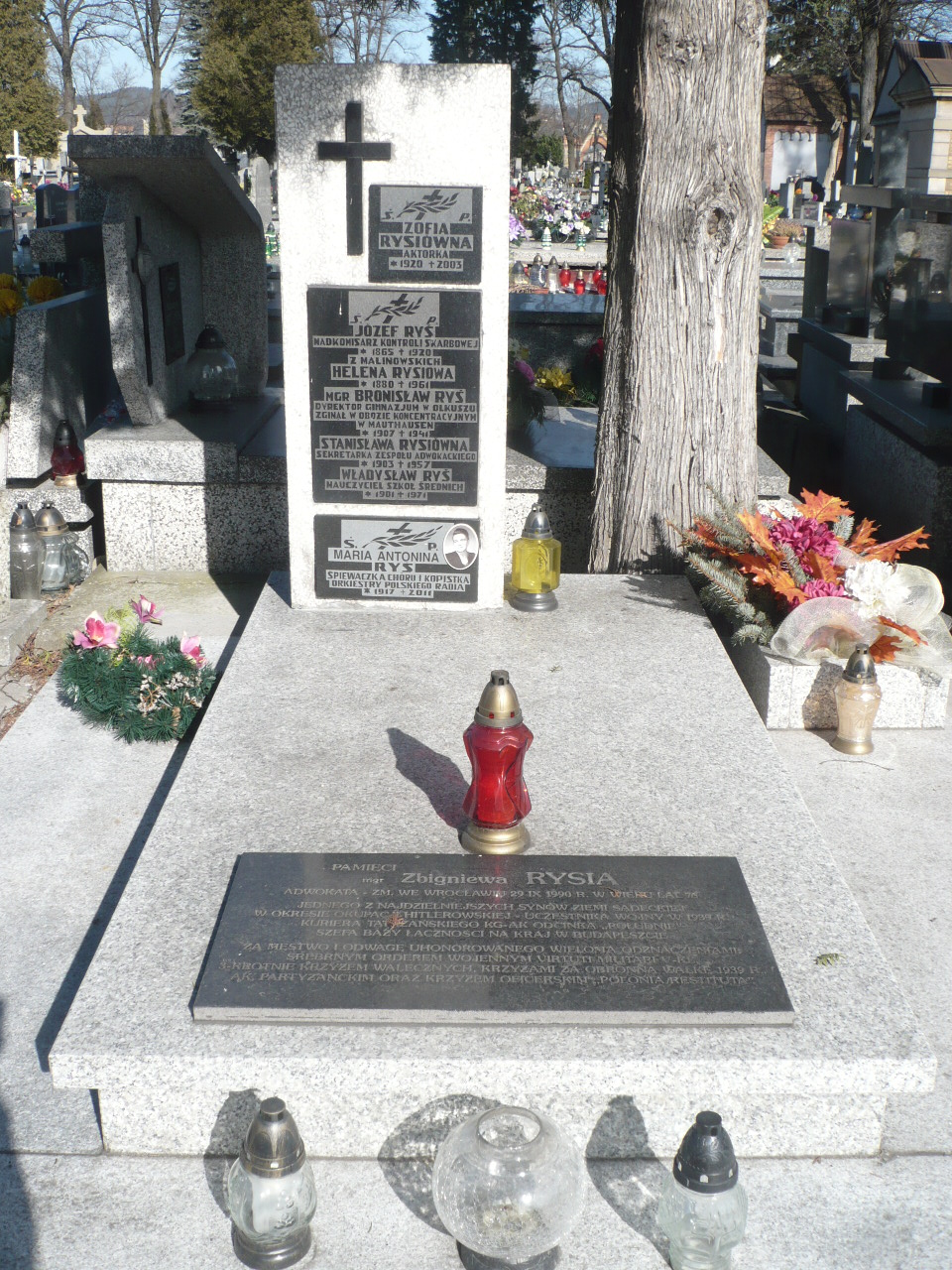
Grab der Schauspielerin

Zofia Rysiówna gehörte zu den Legenden des polnischen Theaters. Ihre Ausbildung nahm sie 1938 an der Staatlichen Schauspielschule in Warschau. Der Ausbruch des Zweiten Weltkriegs 1939 beendete jedoch ihre offizielle Ausbildung frühzeitig. Zunächst setzte sie ihre Ausbildung zwar im Untergrund fort, schloss sich aber 1940 der polnischen Heimatarmee im Widerstand gegen die deutsche Besatzung an. Sie arbeitete vor allem als Kurier und nahm an der Befreiung Jan Karskis aus den Händen der Gestapo teil. 1941 geriet sie in Gefangenschaft und wurde in das Konzentrationslager Ravensbrück nach Deutschland verschleppt. Sie blieb in Ravensbrück bis zur Befreiung 1945 und kehrte dann nach Polen zurück. Sofort machte sie das externe Examen vor der Theaterkommission und wurde Theaterschauspielerin. Am 30. Oktober 1945 gab sie endlich ihr Debüt am Słowacki-Theater in Krakau.
In den frühen 1950er Jahren ging sie von Krakau nach Posen, wo sie mit ihrem späteren Ehemann Adam Hanuszkiewicz als Regisseur zusammenarbeitete. Ab 1955 war sie dann an unterschiedlichen Warschauer Bühnen tätig. Hier entwickelte sie sich zu einer der großen Tragödinnen des polnischen Theaters. Größere Popularität erreichte sie vor allem durch ihre regelmäßigen Auftritte im polnischen Theaterfernsehen in den 1960er Jahren.

## Wichtige Theaterarbeiten
- 1945 – Titelrolle in Balladyna von Juliusz Słowacki – Regie: Władysław Woźnik
- 1946 – Dianna in Fantazy von Juliusz Słowacki – Regie: Juliusz Osterwa
- 1949 – Mascha in Drei Schwestern von Anton P. Tschechow – Regie: Bronisław Dąbrowski
- 1950 – Ophelia in Hamlet von William Shakespeare – Regie: Wilam Horzyca
- 1953 – Zofia Parmen in Sünde von Stefan Żeromski – Regie: Adam Hanuszkiewicz
- 1963 – Judyta in Prinz Marek von Juliusz Słowacki – Regie: Adam Hanuszkiewicz
- 1966 – Titelrolle in Madame Bovary von Gustave Flaubert – Regie: Ireneusz Kanicki
- 1967 – Alice in Totentanz von August Strindberg – Regie: Izabela Cywińska
- 1969 – mehrere Rollen in Einaktern von Fernando Arrabal – Regie: Helmut Kajzar
- 1973 – Klytemnestra in Elektra von Jean Giraudoux – Regie: Kazimierz Dejmek
- 1975 – Königin Margarete in Yvonne, Prinzessin von Burgund von Witold Gombrowicz – Regie: Ludwik Rene
- 1987 – Madame de Rosemonde in Gefährliche Liebschaften von Christopher Hampton – Regie: Zbigniew Zapasiewicz
- 1991 – Die Patentante in Die un-göttliche Komödie von Zygmunt Krasiński – Regie: Maciej Prus

## Filmografie (Auswahl)
- 1965: Der hölzerne Rosenkranz (Drewniany rózaniec)
- 1965: Solange Leben in mir ist
- 1970: Junge Frau von 1914
- 1978: Zuflucht (Azyl)
- 1984: Ein Jahr der ruhenden Sonne (Rok spokojnego slonca)
- 1994: Ein Wendehals (Zawrócony)
- 1995: Immenhof (Fernsehserie, 1 Folge)
- 1998: Paula und das Glück